# Kamboges
Els kamboges, kamboja en singular, - कम्बोज, kamboja, en sànscrit, کمبوہ kambh en farsi) foren una tribu de kshatriya de l'edat del ferro índia, freqüentment esmentada a la literatura sànscrita i pali. Els erudits moderns conclouen que els kamboges eren uns parlants d'avèstic propi de les tribus iranianes orientals, en el límit entre els indoaris i els iranians, i semblen haver passat de l'iranià a l'esfera indoària gradualment.
El kamboges van emigrar a l'Índia durant la invasió Indo-Escita des del segle ii aC fins al segle V dC. Els seus descendents controlaren diversos principats a l'Índia medieval.

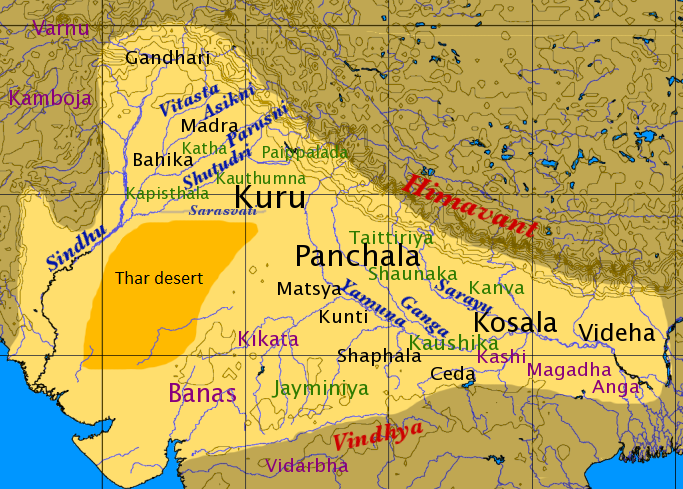
Període vèdic de l'Índia, amb el kamboges a la frontera nord-oest

## Etnicitat i llengua
Els kamboges eren una tribu indoiraniana. Tanmateix, els antics kamboges es descriuen a vegades com indoaris o com que tenien afinitats tant índies com iranianes.
Tanmateix, la majoria dels erudits actualment accepten que els kamboges eren iranians emparentats amb els [[indo-escites]]. Els kamboges també es descriuen com a clan reial del sakes. Això sembla estar confirmat per les Inscripcions del lleó de Mathura fetes per Rajuvula i per un dels Edictes d'Asoka. Els aśvakas foren una subtribu dels kamboges.

### Característiques iranianes
Un cert nombre de fonts antigues indiquen vincles entre els kamboges i la civilització iraniana. Per sostenir que els kamboges eren un grup iranià, els historiadors recents han utilitzat:
- Referències a costums zoroastrianes
- Referències a formes lingüístiques iranianes utilitzades pels kamboges
- Referències a l'habilitat amb els cavalls dels kamboja
- Vincles amb altres poblacions no índies

Hi ha indicacions també que el kamboges parlaven la llengua d'Avestan.
Al Mahabharata i en la literatura pali, el kamboges apareixen en el rols característics de notables genets i criadors de cavalls.
Els kamboges estaven situats en part en el nord-est de l'Afghanistan/Frontera del nord-oest, al nord-oriental del Pakistan i parts de Tadjikistan.

### Característiques indoàries
Els diversos documents antics esmenten "kamboja" en el context de la civilització indoari. El savi vèdic Kamboja Aupamanyava és esmentat al Vamsa Brahmana en el Samaveda. El seu pare o avantpassat, el savi Upamanyu s'esmenta en el Rigveda.
Aquestes referències han fet sostenir a diversos erudits que els kamboges eren indoaris i que en els primers temps vèdics formaven una divisió important dels aris vedes.
La secció Drona Parva del Mahabharata testifica que, a més a més de ser guerrers feroços, els soldats kamboges que van participar la guerra Kurukshetra, eren gent culta.
En el Paraskara Grhya-sutram (vers 2.1.2), els kamboges, com gent erudita, es classifiquen entre els herois culturals Vasishthas de l'antiga Índia i eren comptats entre les sis grans cases erudites del vèdic Índi. Les costums socials i religioses dels kamboges i vasishthas es diu que eren idèntiques.
En les porcions més antigues del Mahabharata, els kamboges apareixen com guerrers i governants i són descrits com "erudits dels Vedes".
Les costums religioses dels kamboges eren hindús.

## Orígens
La primera menció del nom kamboja és en el Vamsa Brahmana (vers segle VII aC). Referències als kamboges com a tribu o regne apareixen en el Mahabharata i en la literatura Vedanga que comença als segles finals abans de Crist. Els seus regnes de kamboja estaven situats més enllà de Gandhara a l'Afganistan oriental o del nord.
Dins d'hindú tradicional cosmografia hindú els kamboges, amb el gandhares, els yavanes (grecs), madres, i sakes estaven situats a l'Uttarapatha, la divisió del nord de Jambudvipa, l'illa del món terrestre.
Algunes seccions del kamboges van travessar l'Hindu Kush i van plantar colònies kamboja als Paropamisadae i fins a Rajauri. El Mahabharata localitza el kamboges al costat de l'Hindú Kush com veïns dels darades, i als parama-kamboges a l'altre costat de l'Hindukush com veïns dels rishikas (o tukharas = tocaris) de la regió de Ferghana.
La confederació dels kamboges es pot haver estès de la vall de Rajauri en la part sud-oest de Kashmir a la serralada de l'Hindu Kush; al sud-oest les fronteres s'estenien probablement fins a les regions de Kabul, Gazni i Kandahar, amb el nucli a l'àrea nord-est de l'actual Kabul, entre l'Hindu-Kush i el riu Kunar, incloent-hi Kapisa.
possiblement estenent-se des de les valls de Kabul fins a Kandahar.
Altres localitzen els kamboges i el parama-kamboges en les àrees que abracen Balkh, Badakshan, els Pamirs i Kafiristan,
o en diversos assentaments en l'àmplia àrea entre Punjab, l'Iran i Balkh. i el parama-kamboges fins i tot més al nord, als territoris Trans-Pamirians que comprenen la vall de Zeravshan, cap a la regió de Fergana, l'Escítia dels escriptors clàssics. La regió muntanyosa entre l'Oxus i el Sirdarià també se suggereix com la localització dels antics kamboges antic.

## El nom
Els nom kamboja es podria derivar de (Kam + bhuj), referint-se a la gent d'un país conegut com a "Kum" o "Kam". Les muntanyes on el Jaxartes i els seus confluents sorgeixen són anomenats els altiplans dels Komedes per Ptolemeu. Ammianus Marcellinus també anomena aquestes muntanyes com Komedas.
El Kiu-mi-to en els escrits d'Hiuen Tsang també ha estat identificat amb el Komudha-dvipa de la literatura Purànica i l'iranià Kamboges.
Els dos assentaments kamboges en qualsevol costat de l'Hindu-Kush són també esmentats a la Geographia de Ptolemeu, que es refereix als Tambyzoi situat cap al nord de l'Hindu-Kush al riu Oxus a Bactria, i els Ambautai al costat sud de l'Hindu-Kush als Paropamisadae. els erudits han identificat ambdós, els Tambyzoi i Ambautai amb el sànscrit Kamboja. Ptolemeu també menciona una gent anomenada Khomaroi i Komoi a Sogdiana. Els ptolemaics Komoi és una forma clàssica de Kamboi (o Kamboika, del Pali Kambojika, sànscrit Kamboja).
El kamboges a l'altre costat de l'Hindu Kush romangueren essencialment iranians en cultura i religió, mentre que aquells en costat més proper a l'Índia van caure sota influència cultural índia. Més Tard algunes seccions del kamboges es van desplaçar encara més lluny, a Aracòsia, com testifica una inscripció d'Aixoka trobada a Kandahar.

### Teoria Transcaucasia
El terme de sànscrit Bahlikas pot tenir el seu homòleg en el terme d'Avestan Pairikas per cobrir l'eixam de nòmades euroasiàtics i centreasiàtics que, en el període de migració dels segles VIII i VII aC, s'abocaven fora de l'estepa eurasiàtica cap al Punjab i més enllà. També es creu que aquests cimmeris, escites, kurus i kamboges contribuïren a la formació de la dinastia Aquemènida.
| «                                           | ... els kamboges i kurus del la regió caucàsica del nord-oest de l'Iran, van prendre part en els desplaçaments dels segles VIII i VII aC i després es van dividir en dues seccions (...) aquests dos pobles van deixar els seus noms nacionals en la geografia local i deuen haver estat estretament associats jugant ambdós un paper destacat en la història aquemènida que fou afortunada a més d'important. | » |
| — Arnold Joseph Toynbee, A Study of History | |   |

La connexió dels governants aquemènides de Pèrsia al kamboges i kurus es reflecteix en el nom reial Kuru i Kambujiya o Kambaujiya, que uns quants monarques aquemènides van adoptar. Connexions estretes entre el kamboges (Parama-Kambojas), els madres (Bahlika-Madras o Uttaramadras) i els kurus (Uttarakurus), tribus totes les quals estaven localitzades al voltant de l'Oxus a l'Àsia central en l'antiguitat remota, suggereix que els kurus, els kamboges i els parus es relacionaven. Kambujiya o Kambaujiya era el nom d'uns quants grans reis perses de la dinastia aquemènida.
Els noms Kamboja (Cambyses) i Kuru (Cyrus) apareixen també com noms de lloc a Transcaucàsia,. a Mèdia Atropatene, a la vora de l'Hindu Kush del nord. i al sud de l'Hindu-Kush al subcontinent indi.
i el nom de Cambysene o Cambyses es pot transcriure en Kamboja i el de Cir del nom Kuru dels textos de sànscrit. Aquests invasors aris centroasiàtics podrien ser de les tribus escites de les valls de "Cyrus" (Kurosh) i "Cambyses" (Kambujiya) al voltant de la província "Cambisene" d'Armènia a l'oest de la mar Càspia. La província de Cambisene portava el seu nom del riu Cambises, que al seu torn portava el seu nom de la paraula del sànscrit Kambhoja. En l'Epitome d'Estrabó una nació dels caspians és anomenada περι; τν Καμβύσην ποταμόν (cambisens). Esteve de Bizanci defineix Cambysene (Kambysēnē) com un país persa i relaciona el nom amb el rei aquemènida Cambises. La forma grega Kambysēnē s'ha d'haver obtingut d'un nom indígena, corresponent a l'armeni Kʿambēčan, amb el final comú-ēnē. En georgià s'escriu Kambečovani i en àrab Qambīzān. En sànscrit es considera que s'ha transcrit com Kamboja. La regió Cambyiene i els rius Cyrus i Cambyses es considera que han conservat aquests nom des de l'antiguitat remota. El nom territorial Cambisene (Gk. Kambysēnē) així com el riu anomenat Cyrus (Kurosh) i Cambyses (Kambujiya) apareixen en la Geografia de'Estrabó i a les Històries de Plini, i es poden relacionar amb el nom etno-geogràfic Kambuja/Kamboja i Kuru dels textos sànscrits.
Les hores que havien participat en la primera invasió d'Iran junt amb el Yauteyes foren identificats com el Cambisens Escites que vivien al voltant de la regió de Cambisene, prop de les Muntanyes de Caucasus a l'antiga Armènia. Més tard esdevingueren el Kuru-Kambojas dels textos de sànscrit. Aquests Kuru-Kamboja més tard es van barrehar amb els muntanyencs Parsa-Xsayatia (Purush-Khattis) iranians donant origen a la línia dinàstica Aquemènida de Pèrsia.
Abans de marxar de la regió Caspia cap a l'Iran i Afganistan als sefles IX i VIII aC aquesta gent pot haver estat vivint a les valls de Cyrus i Cambyses a Armènia. Després d'emigrar cap al sud al subcontinent indi s'haurien dividit en dos clans, Kuru i Kamboja. primer instal·lant-se a la regió trans-himalaia com uttarakurus i parama-kamboges abans de passar a regions prop del Himalaia com kurus (Punjab sud-est o Kuruksetra) i kamboges (Caixmir sud-oest i la vall de Kabul).
En la guerra Kurukshetra, els kurus i kamboges eren vistos com a tribus properes aliades. El Mahabharata testifica que el kamboges i les tribus escites emparentades com el sakes, tusharas i khases jugaren un paper prominent en la guerra Kurukshetra on lluitaren sota la direcció de Sudakshina Kamboja. i estava al costat dels kurus.
Altres comenten que els noms Kuru i Kamboja són d'etimologia discutida, però es poden enganxar al sanskrit Kura i Kamboja, originalment herois aris, els noms del qual es van reviure en una casa reial a Pèrsia. Kamboja és un nom geogràfic, i sovint també ho és Kuru: per això la seva aparició en la llengua iranià com Kur i Kamoj.

## L'Estat Kamboja
L'evidència al Mahabharata i en la Geografia de Ptolemeu, clarament dona suport a dos assentaments Kamboja. La regió del Cis-Hindu-Kush des de Nuristan fins a Rajauri al sud-oest de Caixmir compartint frontera amb el darades i el gandhares constituïa el país Kamboja. La capital de Kamboja era probablement Rajapura (Rajori moderna). El Kamboja Mahajanapada de tradicions budistes, es refereix a aquesta branca del Cis-Hindu-Kush.
La regió de trans-Hindu-Kush constituïa el país dels parama-kamboja. Incloïa els Pamirs i Badakhshan, compartint fronteres amb Bactria a l'oest i Sogdiana al nord. La branca de trans-Hindukush dels kamboges romania culturalment iranià, però una secció important dels kamboges del Cis-Hindu-Kush sembla haver caigut sota influència cultural índia.
El Mahabharata es refereix a Kamboja com una república o un país sense rei on els caps elegits entre el poble dominaven el país. Es refereix a unes quantes Ganah (o repúbliques) dels kamboges.
l'Arthashastra i l'Edicte XIII d'Aixoka també testifiquen que els kamboges seguien una constitució republicana. Els sutres de Pāṇini tendeixen a transmetre que els kamboges de Pāṇini eren una "monarquia Kshatriya", però "el govern especial i la forma excepcional derivativa" que dona per denotar el governant del kamboges implica que el rei de Kamboja era només un cap titular (cònsol rei)
Un país sense rei altrament s'anomena Arashtra o Aratta. Aquest nom col·lectivament s'utilitza a vegades per denotar molts altres regnes occidentals com Madra, Kekeya i Gandhara. Un altre nom col·lectiu que denota els regnes occidentals és Bahika (Vahika, Vahlika, Bahlika o Vahika) significat persona de fora. Això denota que la seva cultura era exterior o diferent de la vèdica, prevalent en els regnes de Kuru, Panchala i uns altres regnes de la plana gangètica.
Es considera que un clan de tribus anomenats Kinnares eren els guerrers a cavalls dels kamboges. Els Kinnares es descrivien com "Cavalls amb cap humà". Això podria ser una exageració de la seva habilitat extraordinària en la guerra de cavalleria. A Kali Yuga, els kamboges tenien molts estats colonials a l'Índia central, incloent-hi l'Asmaka o Aswaka al modern estat de Maharashtra.
Durant el regnat de Cir II el Gran (558-530 aC) o durant el primer any de Darios I el Gran aquestes nacions van caure de pressa en mans dels aquemènides de Pèrsia. Kamboja i Gandhara formaven la vintena satrapia més rica de l'Imperi. Cir I es diu que havia destruït la famosa ciutat kamboja anomenava Kapisi (Begram moderna) als paropamísades.

### Aśvakas
Els kamboges eren famosos en temps antics per la seva raça excel·lent de cavalls i com notables genets, i es localitzaven a Uttarapatha o cap al nord-oest. Estaven constituïts en sanghes i corporacions militars per gestionar els seus afers polítics i militars. La cavalleria Kamboja oferia els seus serveis militars també a altres nacions. Hi ha nombroses referènciess a kamboges reclutats com a soldats de cavalleria en guerres antigues per a altres nacions.
Era a causa de la seva posició superior en la cultura del cavall (Ashva) que els kamboges antics foren popularment coneguts també com a Ashvakas, o sigui "Genets". Els seus clans a les valls del riu Kunar i riu Swat es refereixen a ells com Assakenoi (Assakenoi = Assacans) i Aspasioi (Aspasis) en escrits clàssiques, i Ashvakayanas i Ashvayanas al Ashtadhyayi de Pāṇini.

### Conflicte d'Alexandre amb el kamboges

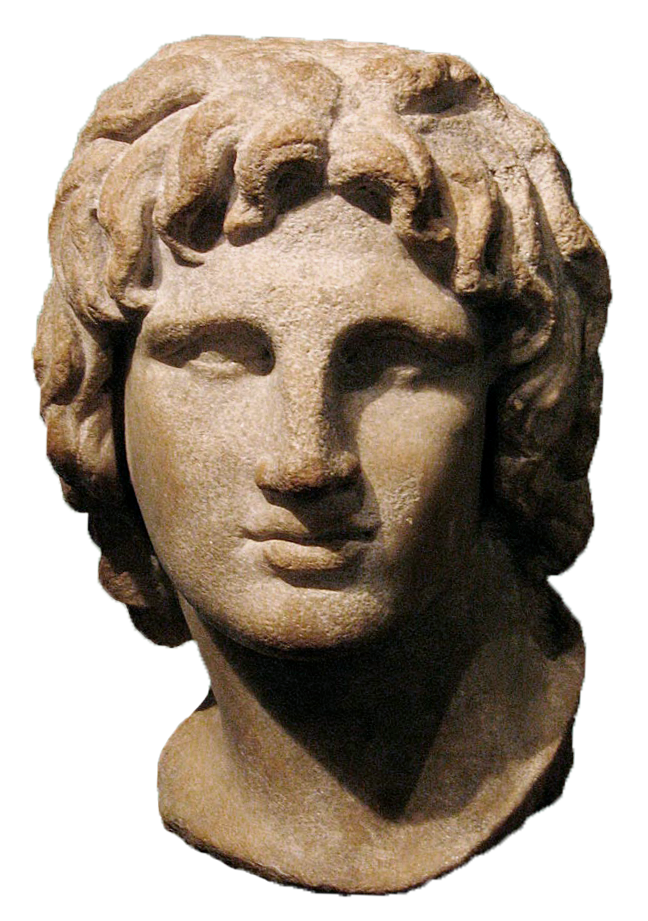
Bust d'Alexander al Museu Britànic.

El kamboges van entrar en conflicte amb Alexandre el Gran mentre aquest envaïa l'Àsia central. El conqueror macedoni feia incursions curtes en les antigues terres de Darios I el Gran i després de passar pel damunt de l'Imperi Aquemènida es va llençar sobre l'Afganistan. Allà va trobar una resistència increïble que li van presentar els Kamboja, esmentats com aspasioi i assakenoi.
Aquests clans Ashvayana i Ashvakayana lluitaven amb l'invasor cos a cos. Tot anava de mal en pitjor, fins i tot les dones Ashvakayana Kamboj agafaven les armes i es reunien amb els seus marits a la batalla. Diodorus dona un relat molt gràfic de com es comportaven els Ashvakayanas quan enfrontaren l'atac sobtat d'Alexander. Els Ashvakas tenien una cavalleria forta de 30.000 cavallers, 30 elefants i 20.000 infants en contra d'Alexandre.
Els Ashvayans (Aspasioi) foren també bons ramaders i agricultors. Això és clar del gran nombre de vedells, 230,000 segons Flavi Arrià, d'una mida i forma superior al que els macedònics coneixien; Alexandre en va capturar alguns i va decidir enviar-los a Macedònia per a l'agricultura.

## Migracions
Durant els segles II i I aC els clans kamboges del nord de l'Afganistan en aliança amb els sakes, els pahlaves i els yavanes entraren a l'Índia, estenent-se cap a Sind, Saurashtra, Malwa, Rajasthan, Punjab i Surasena, i establiren principats independents a l'occident i sud-oest de l'Índia. Més tard, una branca del mateix poble conqueria Gauda i Varendra a la dinastia Pala i establia la dinastia Kamboja-Pala de Bengala a l'Índia Oriental.
En el seu avenç des de la seva residència original, una branca del Kamboja es va aliar amb els sakes i pahlaves, i va seguir cap a l'Indus, Sauvira i Saurashtra, mentre que l'altra branca, aliada amb el yavanes, sembla haver-se mogut cap al Panjab i Uttar Pradesh.
Hi ha referències a les hordes dels sakes, yavanes, kamboges, i pahlaves al Bala Kanda del Valmiki Ramayana. En aquests versos es poden veure ullades de les lluites dels hindús amb les hordes que envaien el país des del nord-oest Les hordes que envaïen Índia des del nord-oest es van introduir al Punjab, Sind, Rajasthan i Gujarat en gran nombre, arrabassant el control polític de l'Índia del nord als indoaris i establint els seus regnes respectius com governants independents a la terra dels indoaris, com també apareix testificat pel Mahabharata. així com el Kalki Purana Hi ha evidència literària així com inscripcions que donen suport a la senyoria dels yavanes i kamboges a Mathura a Uttar Pradesh. La família reial de Kamuias esmentada a la inscripció del Lleó de Mathura Capital es suposa que estava connectada amb la casa reial de Tàxila a Gandhara. La dinastia Maitraka de Saurashtra, amb tota probabilitat, pertanyia als kamboges, que s'havien instal·lat al sud-oest de l'Índia sud-oest al voltant del començament de l'era cristiana. En l'era medieval, els kamboges se sap que s'havien apoderat del nord-oest de Bengala ( Gauda i Radha) de la dinastia Pala i establiren la seva propi dinastia Kamboja-Pala.
Textos indis com Markandeya Purana, Vishnu Dharmottari Agni Purana,Garuda Purana,. Arthashastra de Barhaspatya i Brhatsamhita de Vrahamihira testifiquen que els kamboja estaven al sud-oest i sud de l'Índia. Les inscripcions dels governants medievals de Vijayanagar de l'Índia del sud també testifiquen un regne kamboja que feia amb les frontera amb l'Imperi de Vijayanagar, el que pot indicar que hi havia un regne kamboja prop de Gujarat. Algunes inscripcions budistes trobades a les coves de Pal, situades aproximadament una milla al nord-oest de Mhar al districte de Raigad de Maharashtra, contenen una referència a un cap d'una dinastia Kamboj, príncep Vishnupalita Kambhoja, com governant de Kolaba (prop de Bombay) probablement al voltant del segle ii.
El sakes, yavanes, kamboges, parades, pahlaves, etc. eren tribus estrangeres procedents de l'oest però foren absorbits entre el Kshatriyas en la població índia.

### Sri Lanka
Hi ha unes quantes referències d'inscripcions antigues trobades a la província de Rohana, a Sri Lanka, que pertanyen al segle ii aC. que poden indicar presència kamboja en diverses parts de Sri Lanka als últims segles abans de Crist i mencionen un Kamboja Sangha i també "grans gremis Kamboja" localitzats a l'illa, indicant que els kamboges també havien emigrat a Sri Lanka abans del segle i. El Sihalavatthu, un text pali del voltant del segle iv, també testifica que un grup de persones anomenats kamboges vivien a la província Rohana a Sri Lanka meridional.

### Kamboges orientals
Una branca de kamboges sembla que hauria emigrat cap a l'est cap a Tibet arran de la pressió de l'Imperi Kuixan (segle i) o dels Huna (segle v) i per això apareixen en les cròniques de Tibet ("Kam-po-tsa, Kam-po-ce, Kam-po-ji") i de Nepal (Kambojadesa). El Brahma Purana del segle V esmenta els kamboges al voltant de Pragjyotisha i Tamraliptika.
Més tard aquests kamboges semblen haver-se mogut cap a Assam des d'on podrien haver envaït Bengala durant l'Dinastia Pala i haver-los arrabassat Bengala nord-occidental. El text budista Sasanavamsa també certifica els kamboges dins o al voltant d'Assam. Aquests kamboges havien fet una primera temptativa de conquerir Bengala durant el regnat del rei Devapala (810-850) però foren rebutjats. Un intent posterior va tenit èxit quan eren capaços de privar als Pales de la sobirania sobre Bengala del nord i oest i establir una dinastia Kamboja-Pala cap a la meitat del segle x.
Les cròniques birmanes s'hi refereixen com "Kampuchih".

## Període Maurya
L'aliança de Chandragupta Maurya amb el rei de l'Himalaia, Parvatka, com es referit al Mudrarakshas, Visakhadutta i el jain treball Parisishtaparvan, li donava un exèrcit constituït per yavanes, kambogas, sakes, kirates, parasikes (perses) i bahlikes (bactrians). Amb l'ajuda d'aquests clans bel·licosos de la frontera nord occidental, que Justin titlla com "banda de lladres", Chandragupta va aconseguir derrotar, a la mort d'Alexandre, als sàtrapes macedonis del Panjab i l'Afganistan i al governant Nanda de Magadha, així establint les bases d'un Imperi Maurya poderós a Índia del nord i cap al nord-oest.
Els kamboges troben menció prominent com a unitat als Edictes d'Asoka del segle iii aC. L'edicte XIII ens diu que el kamboges havien gaudit d'autonomia sota el Mauryes. Les repúbliques esmentades a l'Edicte V són les dels yones, kamboges, gandhares, nabhakes i nabhapamkites. Es designen com araja. vishaya a l'edicte XIII, que significa que eren entitats sense rei, o sigui repúbliques. En altres paraules, els kamboges formaven una unitat política autònoma sota els emperadors Maurya.
Aixoka va enviar missioners als kamboges per convertir-los al budisme, i enregistrava aquest fet en el Edicte V. Dipavamsa i Mahavamsa testifiquen que Ashoka va enviar missioners a Yona, Caixmir i Gandhara per predicar entre els yones, gandhares i kamboges. El Sasanavamsa testifica que un missioner va anar al país de Yonaka i "va establir a Buda a les terres dels Kamboges i altres països". A causa dels esforços d'Asoka i els seus enviats, els kamboges zoroastrians i hinduistes semblen haver abraçat el budisme en gran nombre.

## Descendents moderns
Els kafirs de Kafiristan (modern Nuristan) ocupaven una àmplia regió abans que la pressió dels esdeveniments va arraconar en les seves presents estretes valls. Tots o una part haurien estat originalment els kamboges i els alines dels Vedes grups dels quals es van trobar amb Alexandre el Gran a Kunar, Bajaur i Swat. Entre els escriptors clàssics Flavi Arrià parla dels assakenoi i aspasioi, noms que podrien associar-se a l'antic nom ari "asva" que vol dir cavall i el cap de cavall és encara reconegut com a símbol sagrats dels kafris que resten
La tribu Kamboj del Gran Punjab i els noms Kom i Kata de la tribu Siah-Posh a la província de Nuristan de l'Afganistan serien proves de la seva descendència. Es creu pels estudiosos que representen almenys una part dels descendents moderns dels kamboges. Els moderns kamboges s'estimen en prop d'1,5 milions, mentre que altres descendents dels kamboges s'han fusionat amb altres castes del subcontinent indi com el Khatris, Rajputs, Jats, Arain i altres.
Els Kamboges, per tradició, es divideixen en cinquanta-dos i vuitanta-quatre clans. Es diu que els cinquanta-dos clans són descendents d'una branca cadet i els vuitanta-quatre de la branca sènior. Es diu que aquesta divisió es va originar amb les divisions entre els clans militars més joves i més vells sota les quals els kamboges havien lluitat en la guerra Kurukshetra. Els noms dels nombrosos clans s'encavalquen amb els d'altres kshatriyas i les castes rajputs de l'Índia del nord-oest, suggerint que alguns dels kshatriya i clans rajput del nord-oest descendeixen dels antics kamboges.
Una altra branca dels escites de Cambisene van arribar a l'Altiplà del Tibet on es barrejaren amb els locals, i alguns tibetans s'anomenen encara kamboges.